# Pamukkale

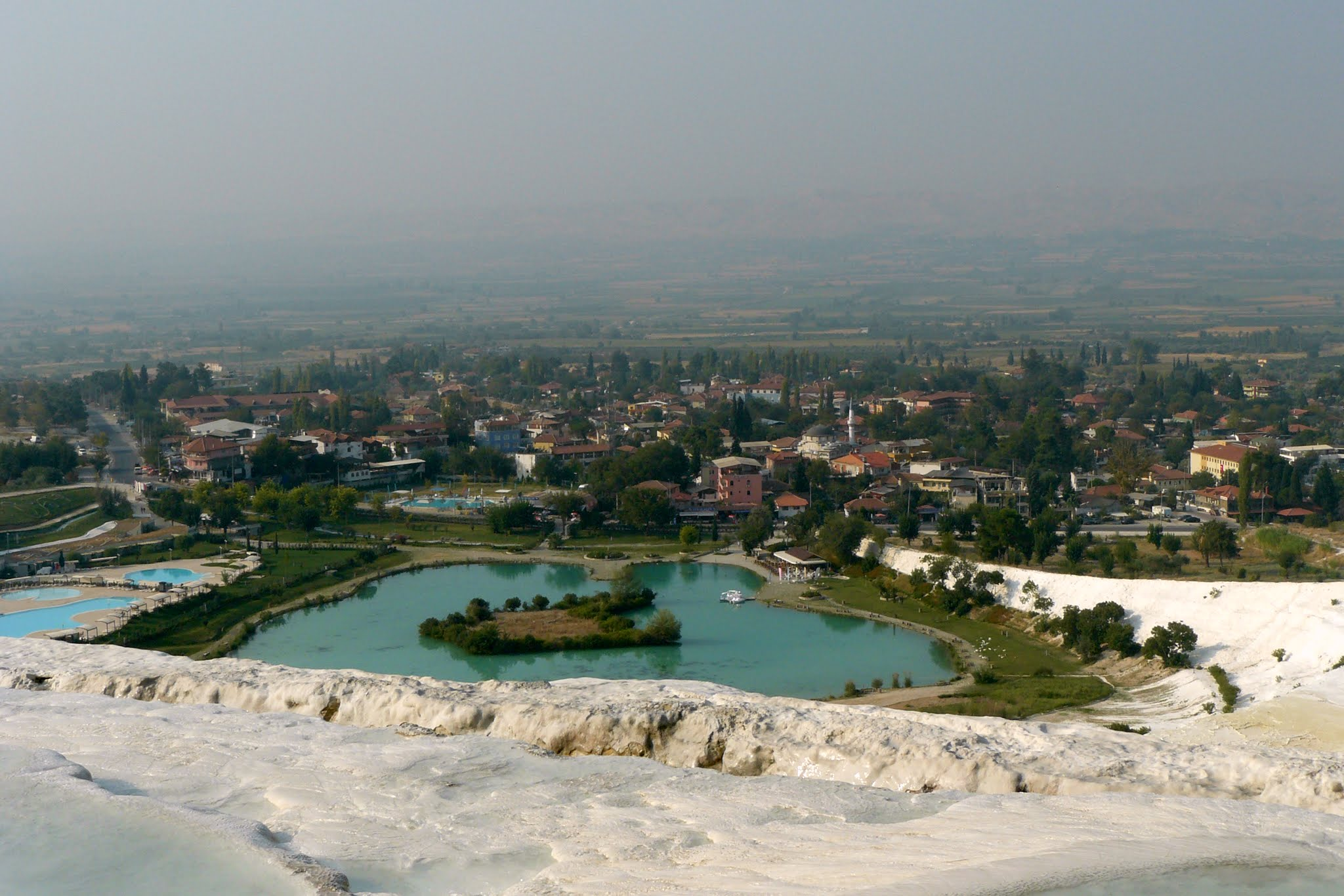
Het dorp Pamukkale

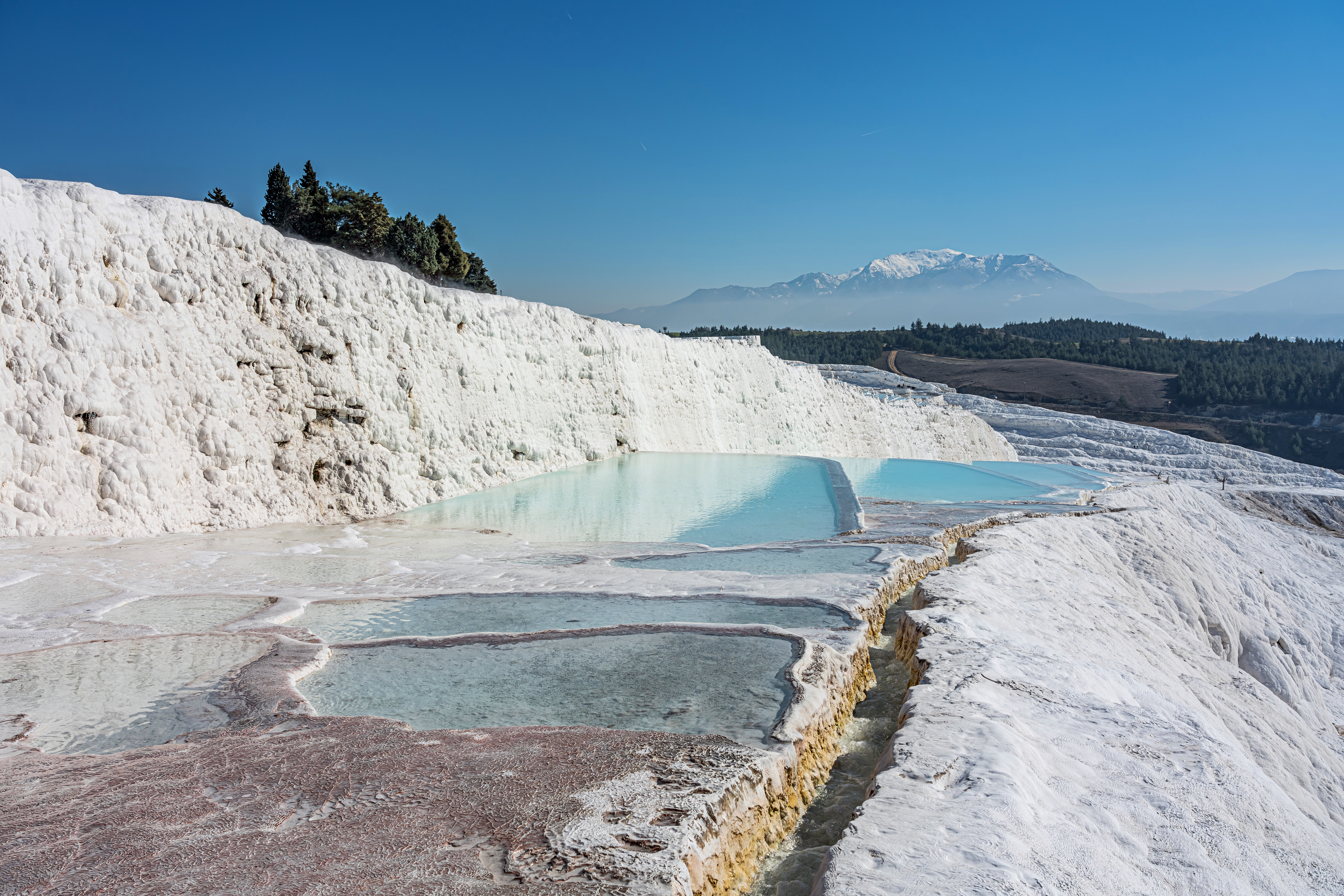
Kalkterrassen van Pamukkale

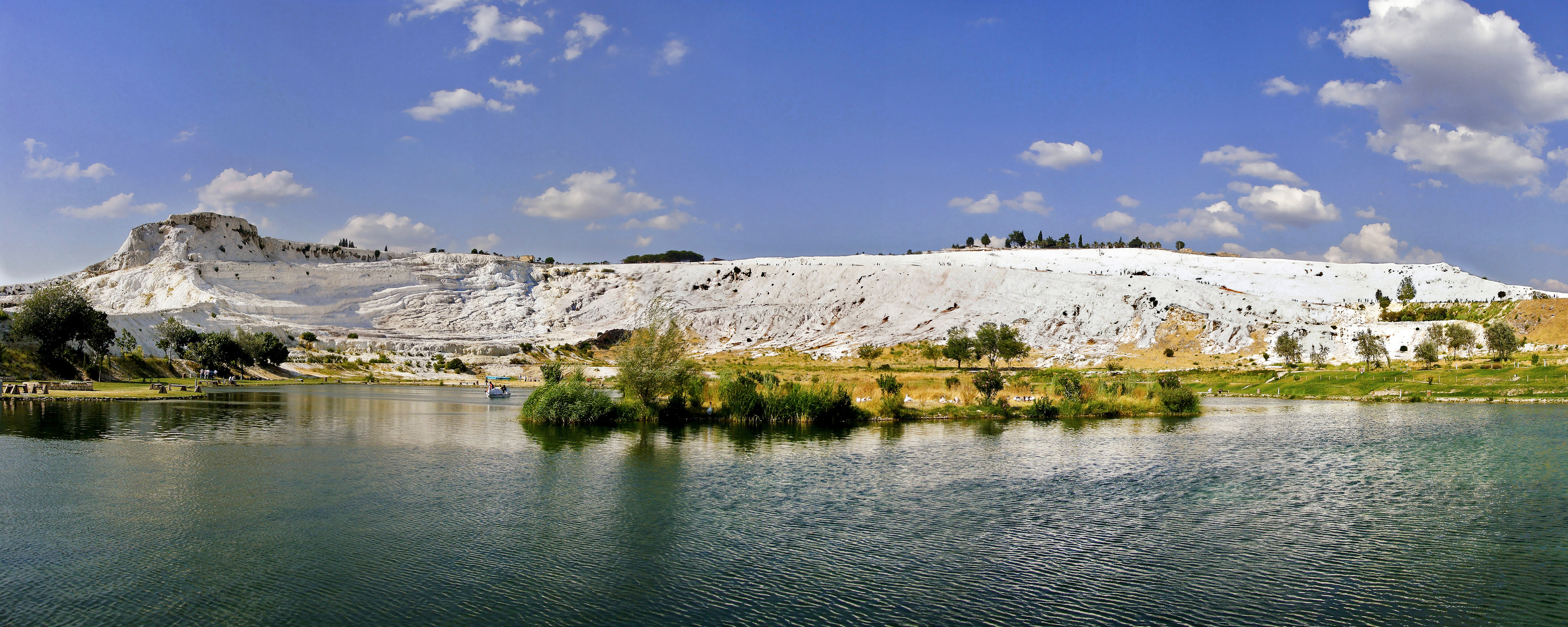
Kalkterrassen

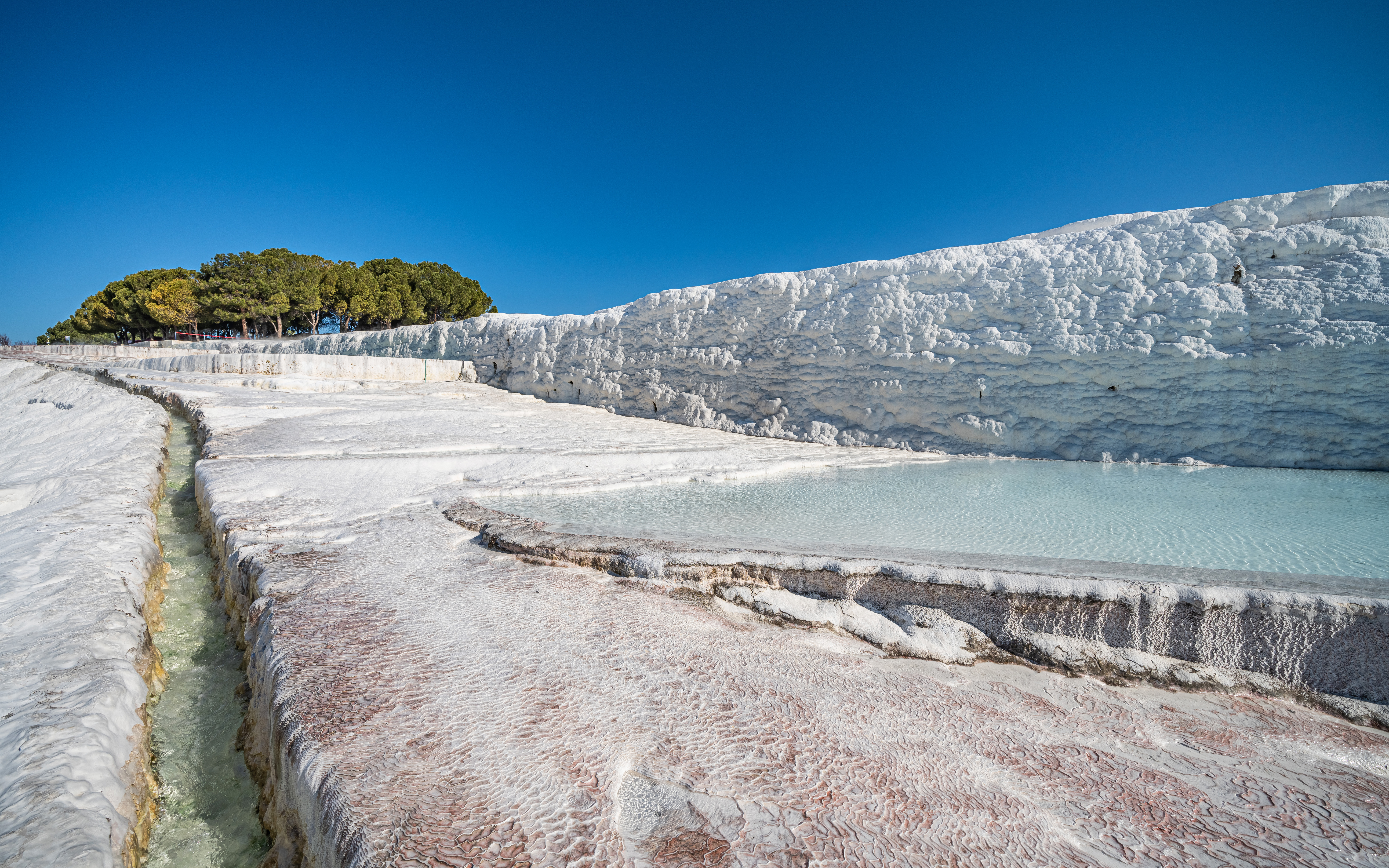
Kalkterrassen

Pamukkale is een stad in het district Pamukkale ten noorden van Denizli in Turkije. De stad is bekend vanwege de nabijgelegen kalkterrassen, waaraan de stad ook zijn naam, die "kasteel van katoen" betekent, dankt.
Sterk kalkhoudend water loopt er via een groot aantal terrassen van een helling.
Uit het warme water (35°) slaat calciumcarbonaat neer en zo worden dikke pakketten kalk langs de terrassen afgezet. Op deze manier krijgt de helling een bijzonder aanzicht: het lijkt op een kasteel van katoen of op een bevroren waterval. Door het grote aantal toeristen werd het proces van kalkvorming echter aangetast en daarom is ervoor gekozen om grote baden langs een nieuw wandelpad te maken. Bij de toegang tot dit pad moeten de schoenen uit en er mag niet van het pad afgegaan worden. Doordat het pad continu onder water staat, is er geen slijtage meer van de witte laag.
Pamukkale is een toeristische plaats en samen met de oudheidkundige stad Hierapolis opgenomen in de UNESCO-Werelderfgoedlijst als Hierapolis Pamukkale.

## Partnersteden
- Eger (Hongarije)

Nationaal park Göreme en de rotsen van Cappadocië ·
Grote Moskee en Hospitaal van Divrigi ·
Historische gebieden van Istanboel ·
Hattusha, hoofdstad van de Hittieten ·
Nemrut Dağı · 
Hierapolis en Pamukkale · 
Xanthos-Letoon ·
Safranbolu ·
Archeologisch Troje ·
Selimiye-moskee en zijn sociaal complex ·
Site van Çatal Hüyük ·
Bursa en Cumalıkızık: de geboorte van het Ottomaanse Rijk ·
Pergamon en zijn veelgelaagde cultuurlandschap ·
Cultuurlandschap van het Fort van Diyarbakır en de tuinen van Hevsel ·
Efeze ·
Archeologische site van Ani·
Aphrodisias ·
Göbekli Tepe ·
Tell van Arslantepe
- Bibliothèque nationale de France: cb12074207t (data)
- Gemeinsame Normdatei: 4801787-5
- Nationale Bibliotheek van Tsjechië: ge798387
- Virtual International Authority File: 243210708